# Міжнародний долар
Міжнародний долар — умовна розрахункова грошова одиниця, застосовувана при порівнянні макроекономічних показників різних країн світу.
Міжнародний долар обчислюється діленням одиниці валюти відповідної країни на розрахунковий показник паритету купівельної спроможності, яку долар США мав усередині США в обумовлений час. Зазвичай еталоном виступає 1990 або 2000 роки.
Основою такого підходу служить концепція взаємозв'язку паритетів купівельної спроможності валют і міжнародних середніх цін на предмети споживання. Розрахунок показує порівнянні ціни на внутрішньому ринку країни. Це використовується, щоб зробити порівняння як між країнами, так і всередині однієї країни через якийсь проміжок часу. Наприклад, порівнювати ВВП на душу населення різних країн у міжнародних доларах більш адекватно, ніж просто на підставі обмінних курсів. Цей показник краще пристосований, щоб порівняти рівні життя різних країн.
Система була запропонована Роєм Гирі (Roy Geary) в 1958 році і отримала подальший розвиток у Салема Хаміса (Salem Khamis) в 1970–1972 роках.
У наш час система не набула великого поширення. Вона іноді використовується міжнародними організаціями (такими, як Світовий банк, МВФ) в їх статистичних звітах.